# Chaetogeoica polychaeta
Chaetogeoica polychaeta är en insektsart. Chaetogeoica polychaeta ingår i släktet Chaetogeoica och familjen långrörsbladlöss. Inga underarter finns listade i Catalogue of Life.